# Mieczysław Henisz

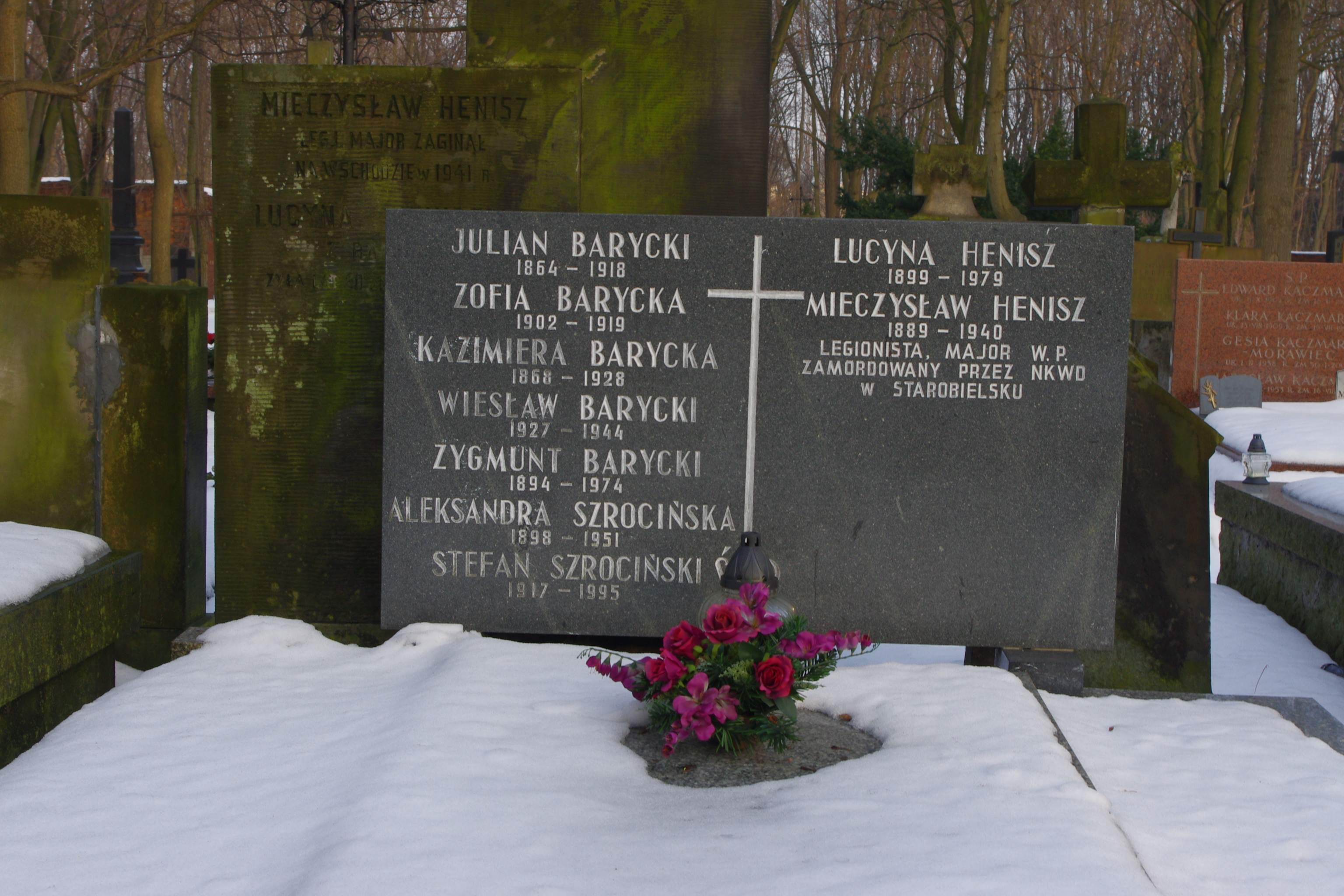
Grób symboliczny majora Mieczysława Henisza na Cmentarzu Powązkowskim w Warszawie

Mieczysław Marian Franciszek Henisz ps. „Danek” (ur. 8 grudnia 1889 w Korościatynie, zm. prawdop. 1940 w ZSRR) – major intendent Wojska Polskiego, legionista, poseł na Sejm RP III kadencji (1930-1935).

## Życiorys
Urodził się 8 grudnia 1889 w Korościatynie, w ówczesnym powiecie buczackim Królestwa Galicji i Lodomerii . Był urzędnikiem kolejowym. Od 1912 działał w Związku Strzeleckim. W czasie I wojny światowej służył jako chorąży w 1 pułku piechoty Legionów Polskich, a po kryzysie przysięgowym w 1917 został internowany. Od listopada 1918 był członkiem Polskiej Organizacji Wojskowej, piastując funkcję komendanta miasta Stanisławowa (do maja 1919), a następnie adiutanta i oficera gospodarczego Komendy Miasta. 
W Wojsku Polskim został awansowany na stopień kapitana intendenta ze starszeństwem z dniem 1 czerwca 1919, a następnie na stopień majora intendenta ze starszeństwem z dniem 1 lipca 1923. Od sierpnia 1919 był referentem w Departamencie Gospodarczym Ministerstwie Spraw Wojskowych. Następnie od lipca 1920 piastował funkcję kierownika wydziału w intendenturze Dowództwa Okręgu Generalnego-Warszawa. Następnie od listopada 1922 służył w Kierownictwie Rejonu Intendentury w Warszawie jako oficer nadetatowy Okręgowego Zakładu Gospodarczego I. Pełnił także funkcję kierownika Okręgowych Zakładów Umundurowania. W 1928 był oficerem Wojskowego Zakładu Mundurowego. Od marca 1929 zarządcą Składnicy Mundurowej w Warszawie. W latach 1930–1935 był posłem na Sejm RP z ramienia Bezpartyjnego Bloku Współpracy z Rządem. W związku z przyjęciem mandatu posła na Sejm RP z dniem 9 grudnia 1930 został przeniesiony w stan nieczynny. Z dniem 1 sierpnia 1935 został powołany ze stabu nieczynnego z równoczesnym przeniesieniem do dyspozycji szefa Departamentu Intendentury MSWojsk. i przyznaniem dodatku służbowego według kategorii VIIIC. Z dniem 31 grudnia 1935 został przeniesiony w stan spoczynku. 
Po wybuchu II wojny światowej i agresji ZSRR na Polskę z 17 września 1939 dostał się do niewoli sowieckiej. Jego dalsze losy pozostają nieznane. Według niektórych źródeł, był więźniem obozu internowania w Starobielsku, a następnie został zamordowany wraz z polskimi oficerami w Charkowie, brak jednak potwierdzenia tych informacji w listach cmentarnych ofiar zbrodni katyńskiej. Jego symboliczny grób znajduje się na Cmentarzu Powązkowskim w Warszawie.

## Ordery i odznaczenia
- Krzyż Niepodległości – 2 sierpnia 1931 „za pracę w dziele odzyskania niepodległości”[14][1]
- Krzyż Walecznych czterokrotnie (po raz pierwszy i drugi za służbę w POW w b. zaborze austriackim i b. okupacji austriackiej[15])